# 시우르구스도니갈라
시우르구스도니갈라는 이탈리아 사르데냐주 수드사르데냐도에 있는 코무네 (지방 자치체)로, 칼리아리에서 북쪽으로 약 45 킬로미터 (28 mi) 떨어져 있다.